# Bert Van Lerberghe
Bert Van Lerberghe (* 30. September 1992 in Kortrijk) ist ein belgischer Radsportler der auf der Straße und dem Mountainbike aktiv ist.

## Werdegang
Bert Van Lerberghe begann seine internationale Karriere 2012 beim Continental Team Bofrost-Steria. Er gewann in seinem ersten Jahr bei dieser Mannschaft die Nachwuchswertung der Tour du Loir-et-Cher.
2015 wechselte Van Lerberghe zum Professional Continental Team Sport Vlaanderen-Baloise, für das er die Kombinationswertung  der Eneco Tour gewann. Nach einem Zwischenstopp in den Jahren bei Cofidis wechselte schloss er sich zur Saison 2020 dem WorldTeam Deceuninck-Quick-Step an. Er bestritt mit der Vuelta a España 2021 seine erste Grand Tour, die er als 137 beendete.

## Erfolge

### Straße
2012
- Nachwuchswertung Tour du Loir-et-Cher

2016
- Kombinationswertung Eneco Tour

### Mountainbike
2015
- Belgischer Meister – Strandrennen

2016
- Belgischer Meister – Strandrennen

## Grand-Tour-Platzierungen
| Grand Tour            | 2021 | 2022 | 2023 | 2024 | 2025 |
| --------------------- | ---- | ---- | ---- | ---- | ---- |
| Giro d’ItaliaGiro     | –    | 146  | –    | 135  | –    |
| Tour de FranceTour    | –    | –    | –    | –    | 147  |
| Vuelta a EspañaVuelta | 137  | –    | –    | –    |      |